# 마이티 프로게임단

## 역사
- 마이티 프로게임단 엔터테인먼트는 문병철 감독이 2015년 07월 09일 히어로즈 오브 더 스톰 MIGHTY 창단하였다.
- 2016년 6월 길지영 대표 취임 후 오버워치 프로게임단 MIGHTY AOD, MIGHTY STORM 창단하게 되었다.

## 주요성적

### 히어로즈 오브 더 스톰
- 2015년 9월 GIGABYTE 배틀(HTB) 시즌4  1위 우승

- 2015년 12월 GIGABYTE 오픈 토너먼트 시즌2  4위

- 2016년 히어로즈 오브 더 스톰 OGN 슈퍼리그 시즌1  8강

- 2016년 히어로즈 오브 더 스톰 OGN 슈퍼리그 시즌1  4강

- 2017년 히어로즈 오브 더 스톰 글로벌 챔피언십 코리아 시즌1 3위

- 2017년 히어로즈 오브 더 스톰 글로벌 챔피언십 코리아 시즌2 4위

### 오버워치

#### MIGHTY AOD
- 7월 10일 헝그리앱 오버워치 리그 초청전

- 제2회 오버워치 고급대회 AOD팀 1위 우승

- 제 1회 로지텍 G 토너먼트 챔피언십 3위

- 이선생의 TOPVERWATCH  3위

- 오버워치 넥서스컵 한중 토너먼트 5위

- 엔비디아 인증 PC방 오버워치 토너먼트 1위 우승

- 나이스 게임TV 다나와 오버워치 배틀 2연승

- 나이스 게임 TV 다나와 오버워치 배틀 최종전 승리

- 2016년 오버워치 APEX Challengers 시즌2 3위

- 2016년 오버워치 APEX SUPER WEEK 진출

- 오버워치 넥서스컵 한중 토너먼트 4위

- 2017년 오버워치 APEX Challengers 시즌3 3위

- 2017년 4월 오버워치 APEX 리그 16강 (조 4위)

#### MIGHTY STORM
- 2016 성남 오버워치 스페셜 매치 Mighty STORM 우승

- 인텔 오버워치 APEX 시즌 1 (Mighty Storm) 16강 (조 4위)